# Edwin Skinner (misjonarz)
Edwin Skinner, właśc. Francis Edwin Skinner (ur. 1894, zm. 4 lipca 1990) – brytyjski działacz religijny, misjonarz Świadków Jehowy, długoletni nadzorca działalności Świadków Jehowy w Indiach. Absolwent ósmej klasy Biblijnej Szkoły Strażnicy – Gilead.

## Życiorys
W roku 1918 po czterech latach służby w armii brytyjskiej po zakończeniu I wojny światowej został zwolniony z armii. Interesował się wówczas fotografowaniem i radiokomunikacją, z czym wiązał swoją przyszłość. W tym czasie jego ojciec nabył komplet Wykładów Pisma Świętego, a cała rodzina zaczęła studiować Biblię z kolporterką Badaczy Pisma Świętego, jak wówczas nazywano Świadków Jehowy. W wyniku studium przyjął wierzenia Badaczy Pisma Świętego i został ochrzczony w roku 1919. Postanowił zostać kolporterem, a także pozostać w stanie wolnym. Mieszkał w Sheffield.
W maju 1926 roku uczestniczył w zgromadzeniu w Londynie. Po zgromadzeniu Joseph Franklin Rutherford, drugi prezes Towarzystwa Strażnica, skierował go do Indii. W lipcu 1926 roku wraz z George’em Wrightem dotarł do Indii, w czasie gdy w całym kraju było wtedy mniej niż 70 głosicieli. Obaj nadzorowali działalność na terenie Indii, Birmy (obecna Mjanma) i na Cejlonie (Sri Lanka), a później również w Persji (obecny Iran) i Afganistanie. Wraz z George’em Wrightem na przemian pracował w biurze w Bombaju oraz wyruszał w dalekie podróże kaznodziejskie do Pendżabu, leżącego w północnej części Indii, docierając również do Karaczi (obecnie w Pakistanie).
W 1944 roku spotkał się z sir Srivastavą, ministrem w gabinecie wicekróla – w celu omówienia kwestii zakazu sprowadzania wydawnictw Towarzystwa Strażnica do Indii i na Cejlon. Dzięki jego interwencji spotkał się z ministrem sir Francisem Mudie i przedstawił mu sprawę zniesienia ograniczeń. Doprowadziło to 9 grudnia 1944 roku do oficjalnego zniesienia zakazu wprowadzonego w 1942 roku przez poprzedniego ministra Jenkinsa. W 1946 roku ukończył ósmą klasę Biblijnej Szkoły Strażnicy – Gilead.
Przez 50 lat był sługą Biura Oddziału w Indiach. W Indiach pozostał przez 64 lata, aż do śmierci. Do roku 1990 usługiwał w indyjskim Komitecie Oddziału.